# Třída V a W (1917)
Třída V a W byla třída torpédoborců Royal Navy z období první světové války. Třída se dělí do čtyř menších podtříd. Celkem bylo postaveno 67 torpédoborců, přičemž stavba dalších 40 jednotek byla zrušena. Ve službě byly v letech 1918–1948. Celkem čtyři torpédoborce byly převedeny k australskému královskému námořnictvu. Torpédoborce třídy V a W byly nasazeny za obou světových válek. V boji jich bylo 18 potopeno, další zůstaly neopraveny, nebo například ztroskotaly.

## Pozadí vzniku

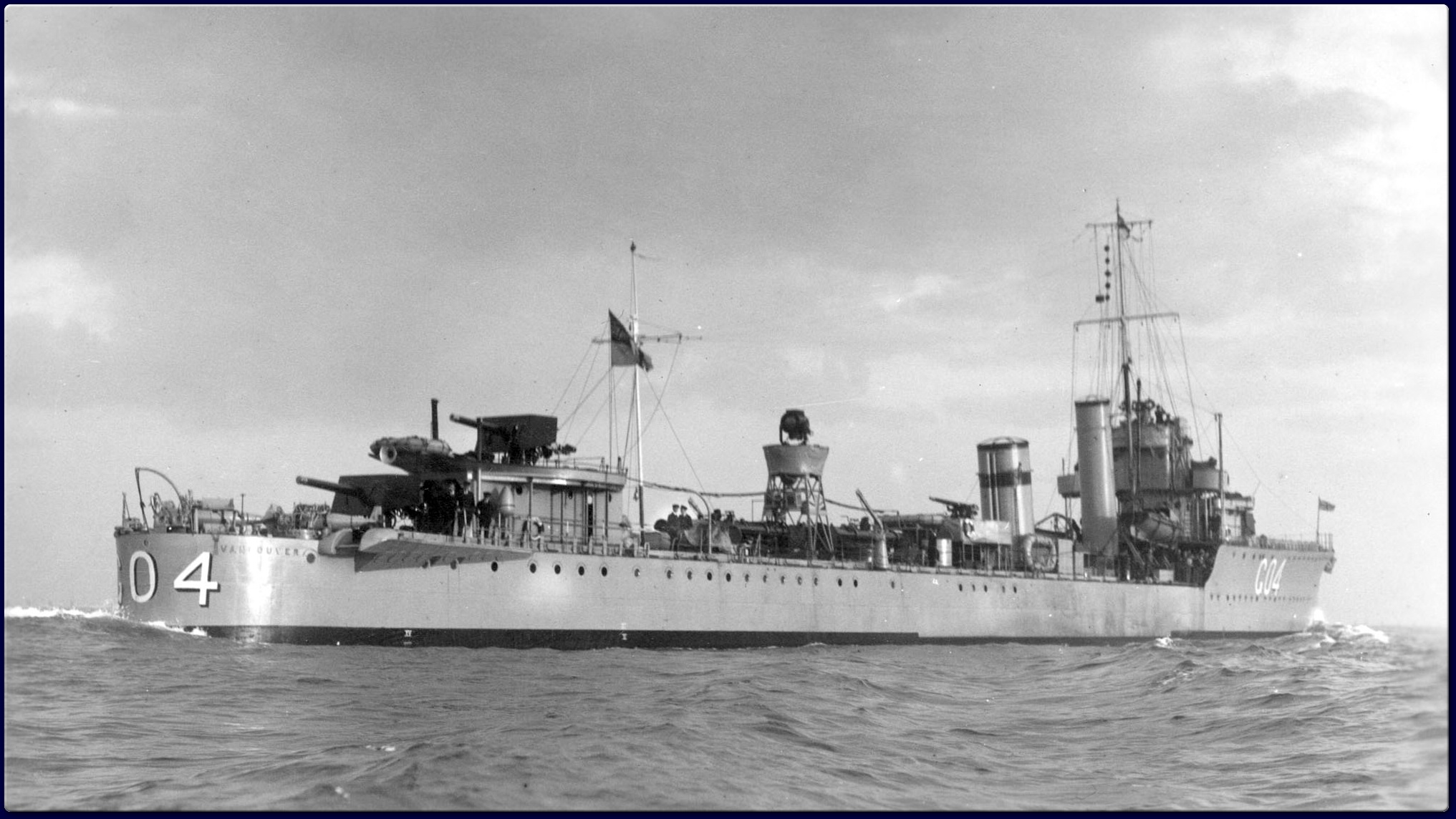
HMS Vancouver

Celkem bylo v letech 1917–1924 postaveno 67 torpédoborců této třídy, dělících se do čtyř podtříd. První skupinu tvořilo pět vůdčích lodí torpédoborců třídy V, přijatých do služby v roce 1917. Následovalo 25 jednotek třídy V z let 1917–1918, 21 jednotek třídy W z let 1917–1918 a konečně 16 jednotek modifikované třídy W z let 1919–1924. Konstrukční odlišnosti přitom existovaly i v rámci jednotlivých podtříd.

## Konstrukce

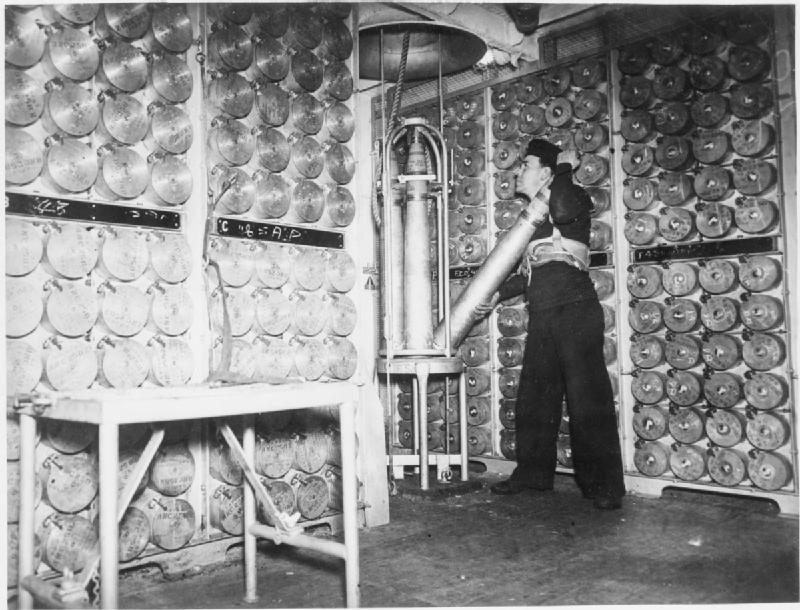
Muniční sklad torpédoborce HMS Vanity

### Vůdčí lodě torpédoborců třídyV
Po dokončení nesly čtyři 102mm kanóny, dva 40mm kanóny, dva dvojhlavňové 533mm torpédomety a jednu skluzavku hlubinných pum. Pohonný systém tvořily tři kotle a dvě sady turbín o výkonu 27 000 hp. Nejvyšší rychlost dosahovala 34 uzlů. Dosah byl 2600 námořních mil při rychlosti 15 uzlů.

### TřídaV
Podtřída byla stavěna ve dvou verzích (Admiralty a Thornycroft). Mírně se lišily rozměry plavidel a jejich pohonný systém. Základní výzbroj byla čtyři 102mm kanóny, jeden 76mm kanón, dva dvojhlavňové 533mm torpédomety, dva vrhače a jedna skluzavka hlubinných pum. Deset plavidel bylo upraveno pro nesení 60 min, což si vynutilo demontáž jednoho 102mm kanónu a jednoho z torpédometů. Pohonný systém tvořily tři kotle a dvě sady turbín o výkonu 27 000 hp. Nejvyšší rychlost dosahovala 34 uzlů. Dosah byl 2600 námořních mil při rychlosti 15 uzlů.

### TřídaW

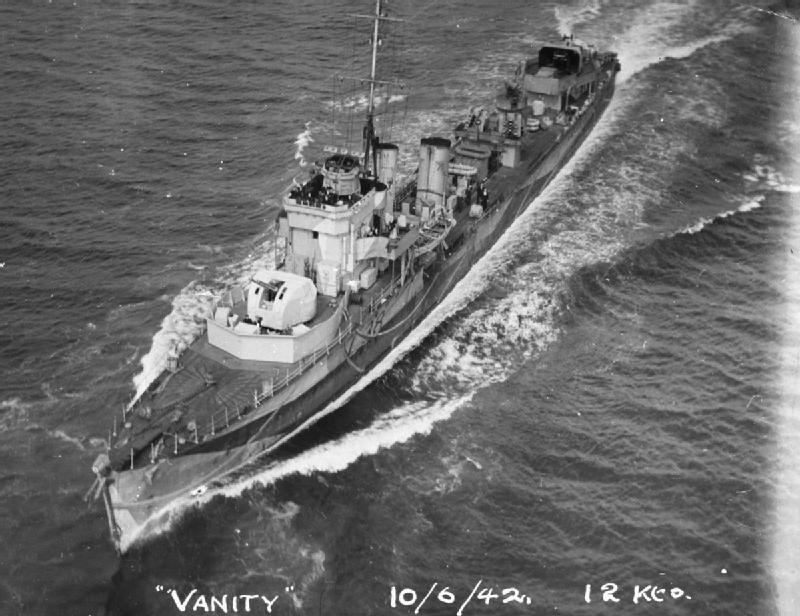
Modernizovaný torpédoborec HMS Vanity za druhé světové války

Podtřída byla stavěna ve dvou verzích (Admiralty a Thornycroft). Mírně se lišily rozměry plavidel a jejich pohonný systém. Základní výzbroj byla čtyři 102mm kanóny, jeden 76mm kanón, dva trojhlavňové 533mm torpédomety, dva vrhače a jedna skluzavka hlubinných pum. Pět plavidel bylo upraveno pro nesení 60 min, což si vynutilo demontáž jednoho 102mm kanónu a jednoho z torpédometů. Pohonný systém tvořily tři kotle a dvě sady turbín o výkonu 27 000 hp. Nejvyšší rychlost dosahovala 34 uzlů. Dosah byl 2600 námořních mil při rychlosti 15 uzlů.

### Modifikovaná třídaW
Podtřída byla stavěna ve dvou verzích (Admiralty a Thornycroft). Mírně se lišily rozměry plavidel, jejich pohonný systém a rychlost. Základní výzbroj byla čtyři 120mm kanóny, jeden 76mm kanón (nebo dva 40mm kanóny), dva trojhlavňové 533mm torpédomety, dva vrhače a jedna skluzavka hlubinných pum. Pohonný systém tvořily tři kotle a dvě sady turbín o výkonu 27 000 hp (Thornycroft: 30 000 hp). Nejvyšší rychlost dosahovala 34 uzlů (Thornycroft: 35 uzlů). Dosah byl 3210 námořních mil při rychlosti 15 uzlů.

## Operační služba

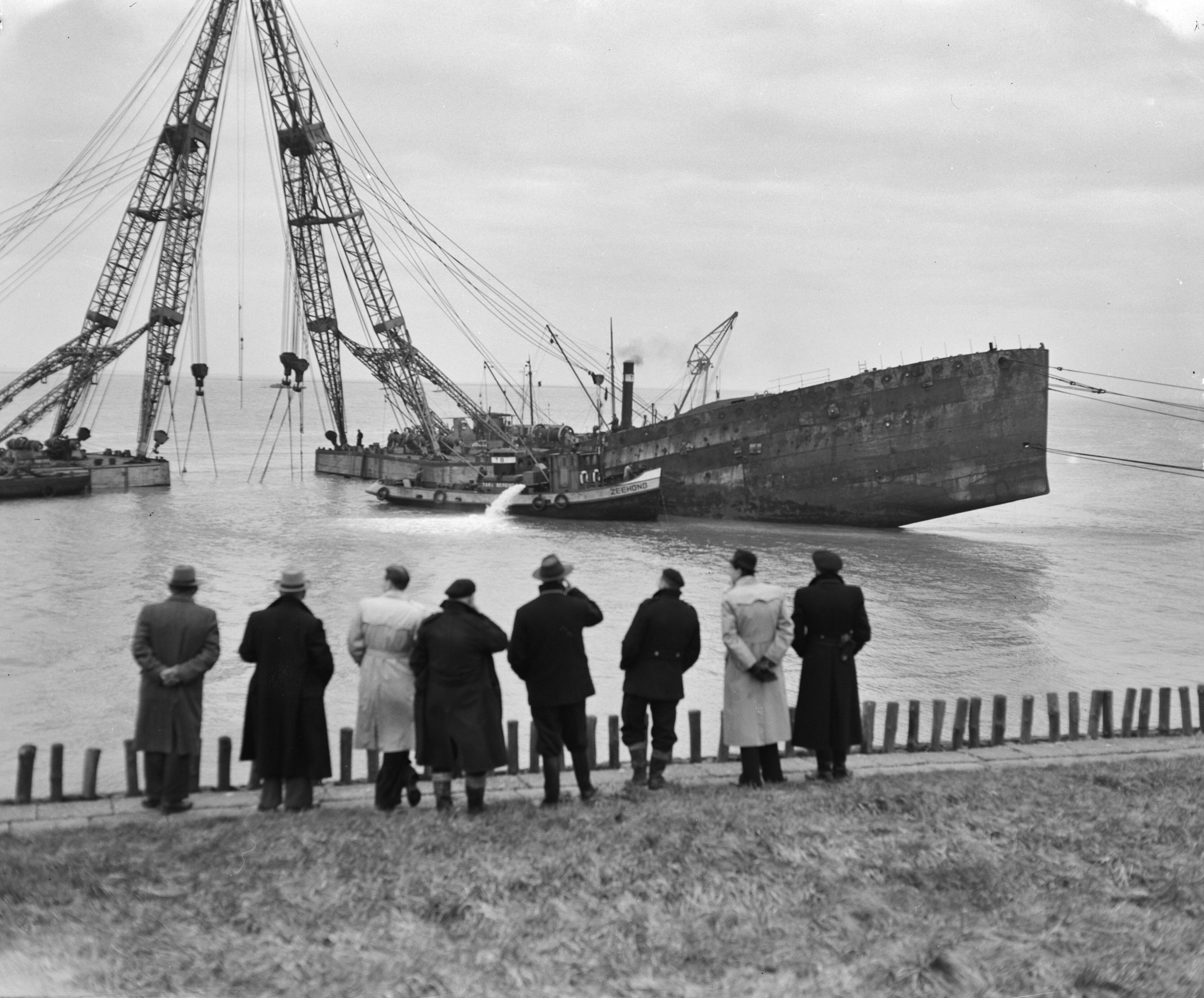
Poválečné vyzvedávání vraku torpédoborce HMS Valentine

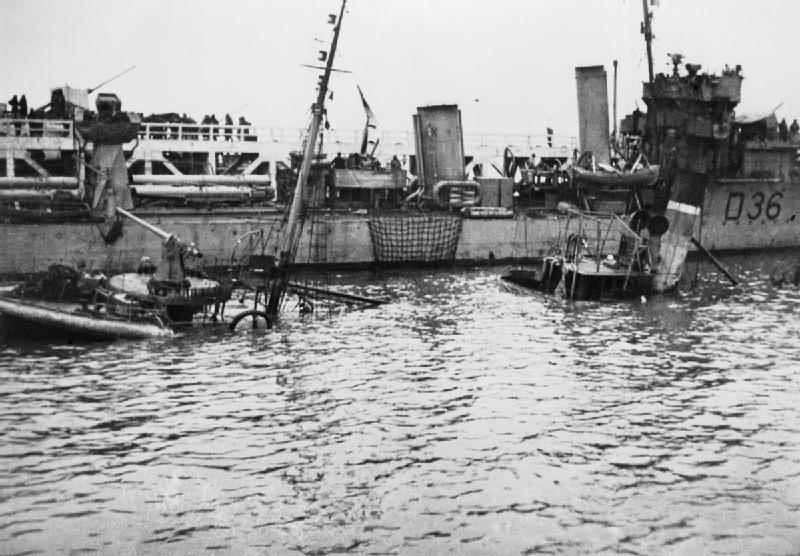
Modernizovaný torpédoborec HMS Vivacious při evakuaci z Dunkerque v roce 1940

Britské královské námořnictvo třídu provozovalo v letech 1918–1948. Nasadilo je za první a druhé světové války. Ve službě bylo z různých příčin ztraceno 23 jednotek:
- HMS Vehement – Dne 1. srpna 1918 byl v Severním moři potopen minou.[3]
- HMS Vittoria – Dne 1. září 1919 byl ve Finském zálivu potopen bolševickou ponorkou Pantera.[3]
- HMS Verulam – Dne 4. září 1919 byl ve Finském zálivu potopen minou.[3]
- HMS Walrus – Dne 12. února 1938 ztroskotal a následně byl sešrotován.[4]
- HMS Valentine – Dne 15. dubna 1940 byl u Terneuzenu v ústí Šeldy potopen německými střemhlavými bombardéry Ju 87.[1]
- HMS Whitley – Dne 19. května 1940 byl v Newportu potopen německými bombardéry Ju 88.[4]
- HMS Wessex – Dne 24. května 1940 byl v Calais potopen německými bombardéry Do 17.[4]
- HMS Wakeful – Dne 29. května 1940 byl u Newportu potopen německým torpédovým člunem S30.[4]
- HMS Whirlwind – Dne 5. července 1940 byl jižně od Irska potopen německou ponorkou U34.[4]
- HMS Wren – Dne 27. července 1940 byl u britského pobřeží potopen německými bombardéry He 111.[2]
- HMS Venetia – Dne 19. října 1940 byl v ústí Temže potopen německou leteckou minou.[3]
- HMS Wryneck – Dne 27. dubna 1941 byl u Peloponésu potopen německými bombardéry Ju 88.[4]
- HMAS Waterhen – Dne 29. června 1941 byl v Tobruku těžce poškozen italskými střemhlavými bombardéry Ju 87. Druhý den se potopil.[4]
- HMS Vimiera – Dne 9. ledna 1942 byl v ústí Temže potopen německou leteckou minou.[3]
- HMS Vortigern – Dne 15. března 1942 byl v Severním moři potopen německým torpédovým člunem S104.[3]
- HMAS Vampire – Dne 9. dubna 1942 byl poblíž Cejlonu potopen japonskými střemhlavými bombardéry D3A.[1]
- HMS Wild Swan – Dne 17. června 1942 byl jižně od Irska těžce poškozen německými bombardéry Ju 88 a po pozdější kolizí se španělským trawlerem se potopil.[2]
- HMAS Voyager – Dne 23. září 1942 ztroskotal na Východním Timoru. Následně byl těžce poškozen japonskými bombardéry a opuštěn.[4]
- HMS Veteran – Dne 26. září 1942 byl jižně od Islandu potopen německou ponorkou U-404.[2]
- HMS Worcester – Dne 23. prosince 1943 byl v Severním moři těžce poškozen minou, nebyl opraven.[2]
- HMS Warwick – Dne 20. února 1944 byl v Lamanšském průlivu potopen německou ponorkou U413.[4]
- HMS Wrestler – Dne 6. června 1944 byl během vylodění v Normandii těžce poškozen minou, nebyl opraven.[4]
- HMS Walpole – Dne 6. ledna 1945 byl v Severním moři těžce poškozen minou, nebyl opraven.[4]